# Кириченко Юрій Олександрович
Ю́рій Олекса́ндрович Кириче́нко — майор Збройних сил України, учасник російсько-української війни.

## З життєпису
3 вересня 2014 року в районі селища Побєда Новоайдарського району Луганської області під час артилерійського обстрілу РСЗВ «Смерч» з території Російської Федерації лейтенант Юрій Кириченко був поранений. Майже 3 години перебував у непритомному стані під землею з обмеженим запасом кисню. Лише завдяки товаришу, який теж вцілів та відкопав його, він залишився живим.
Станом на вересень 2017-го капітан Кириченко — помічник начальника штабу 27-ї бригади.
Станом на квітень 2019-го продовжував служити в 27-й бригаді.

## Нагороди та вшанування
- Орден Богдана Хмельницького III ступеня[1]
- Указом Президента України № 614/2019 від 21 серпня 2019 року за «особистий вагомий внесок у зміцнення обороноздатності Української держави, мужність, виявлену під час бойових дій, зразкове виконання службових обов'язків та високий професіоналізм» нагороджений орденом За мужність III ступеня[2]
- Нагрудний знак «Учасник АТО» (серпень 2015)
- в жовтні 2017 року в рамках проекту «Я — сумчанин» його портрет був розміщений на бігбордах в Сумах
- грамота Сумської обласної ради (жовтень 2017)